# آلن جی. کلارک
آلن جی. کلارک، (به انگلیسی: Alan J. Clark) (زاده ۱۹۵۹) کارآفرین، بازرگان و مدیر ارشد اجرایی اهل آفریقای جنوبی است، که در حال حاضر به‌عنوان مدیر عامل اجرایی شرکت سبمیلر فعالیت می‌کند. شرکت سبمیلر پس از آنهویزر-بوش انبیو دومین تولیدکننده آبجو در جهان می‌باشد.